# 別列佐瓦盧卡

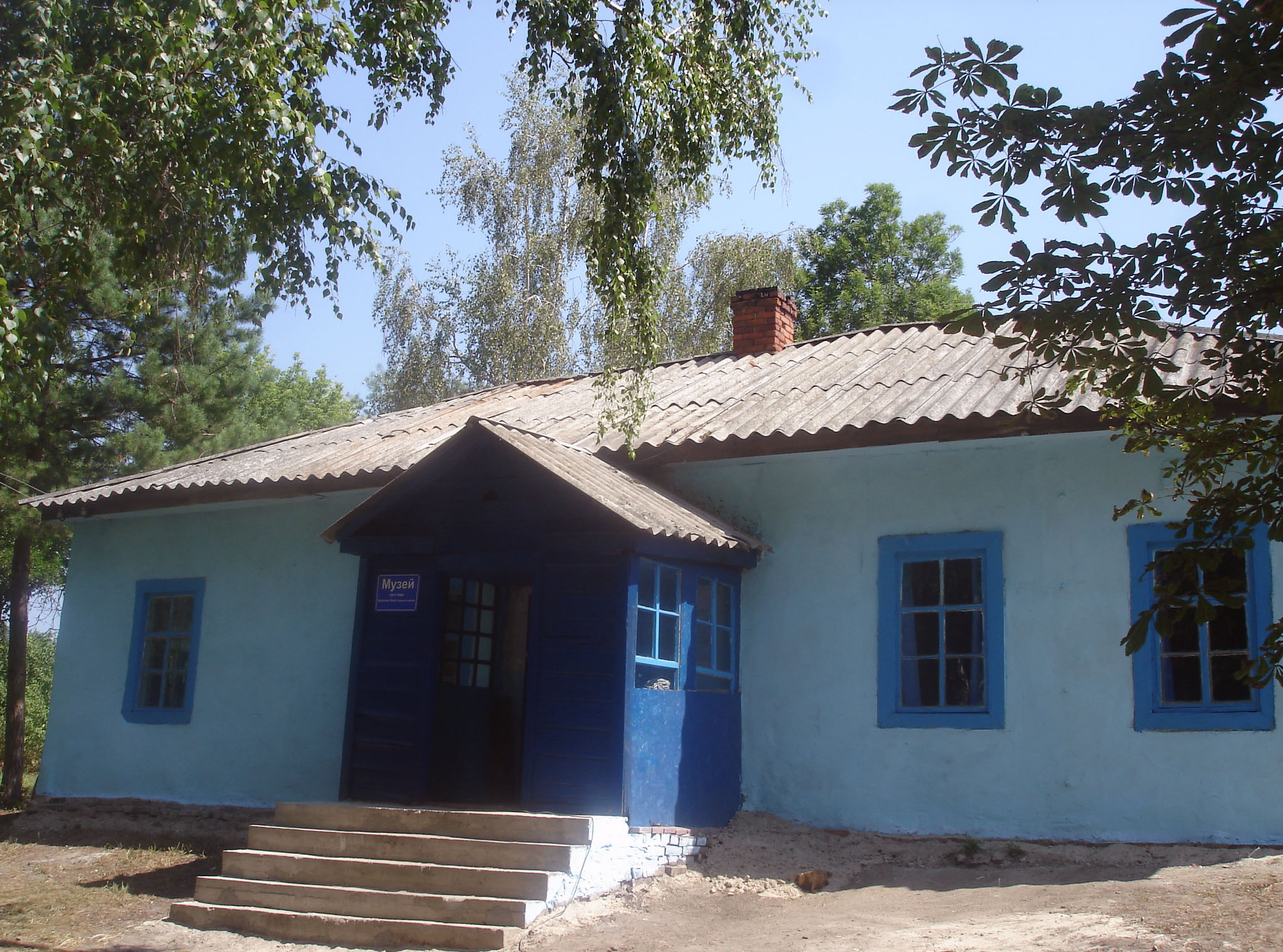

50°16′44″N 33°43′18″E / 50.27889°N 33.72167°E
別列佐瓦盧卡（烏克蘭語：Березова Лука），是烏克蘭中部的村莊，隸屬波爾塔瓦州的米爾霍羅德區。該村分別距離魯奇基1.5公里和梅列什基2公里，始建於1620年，面積11.69平方公里，2001年人口1,305。